# 鳴風荘事件 殺人方程式II
『鳴風荘事件 殺人方程式II』（めいふうそうじけん さつじんほうていしきツー）は、綾辻行人による推理小説。
1989年に刊行された「殺人方程式」の続編。綾辻作品の中で初めて「読者への挑戦状」が付された作品である。
1996年に土曜ワイド劇場でテレビドラマ化された。

## 書誌情報
- カッパ・ノベルス：1995年5月発行、ISBN 4-334-07135-X
- 光文社文庫：1999年3月11日発売、ISBN 978-4-334-72777-2
  - あとがきで作者は「少なくともあと1つは続編を書く心づもり」であると語っている。
- 講談社文庫：2006年3月15日発行、ISBN 978-4-06-275311-1

## あらすじ
1982年の月食の夜、女流作家の美島紗月が惨殺される。当時女学生だった深雪は、紗月の妹・夕海と共に、その遺体を発見する。
それから6年半後の1989年8月17日、深雪は10年前、高校時代に埋めたタイムカプセルを掘り出すために、急病で行けなくなった夫・叶の代わりに双子の兄・響を身代わりに、長野県の「鳴風荘」を訪れる。そこで再会した夕海は、かつての紗月そっくりに変貌していた。
だが翌朝、夕海の死体が発見される。死体からは髪が切り取られ、他にも様々なものがなくなっていた。犯人はなぜ髪を持ち去ったのか。

## 登場人物

### 主要人物
明日香井 叶（あすかい きょう）
警視庁刑事部捜査一課の刑事。27歳。生来、血や暴力などが大の苦手。殺人現場へ行くとしょっちゅう目眩や吐き気と格闘している。
大学生の頃、月蝕の観測のためにいたマンションの屋上から、向かいのマンションで女性が殺害される場面を目撃してしまう。その事件を通じて深雪と出会った。
明日香井 響（あすかい きょう）
叶の一卵性双生児の兄。27歳。哲学者志望。京都の国立K**大学文学部哲学科に在籍している。急性虫垂炎で入院を余儀なくされた叶に代わり、深雪と共に「鳴風荘」を訪れる。
明日香井 深雪（あすかい みゆき）
叶の妻。旧姓・相澤。25歳。大学1年の時、高校の同級生・夕海と再会し、彼女の姉・紗月のマンションへ行ったところ、彼女の惨殺死体を発見する。中学生の頃、美術部に所属していた。高校1年生の時、夢を書いたタイムカプセルを埋め、「10年後に誰が一番夢に近づいているか」を競う約束をしていた。

### 鳴風荘に集った人々
美島 夕海（みしま ゆうみ）
深雪の中学・高校の頃からの友人。深雪と共に姉の遺体を発見する。事件後長らく入院していた。姉・紗月そっくりの風貌に変わり、彼女のような不思議な力を持っている素振りを見せる。
蓮見 皓一郎（はすみ こういちろう）
建築家。鳴風荘の設計者。
後藤 慎司（ごとう しんじ）
映像関係の仕事をしている。
杉江 あずさ（すぎえ あずさ）
学年一の美人だった。証券会社勤務。犬が苦手。
青柳 洋介（あおやぎ ようすけ）
深雪の中学時代の美術部の顧問。通称・画伯。3年前に交通事故で左足を失う。
タケマル
青柳の飼い犬。「バカめ」でお座り、「なかよし」でお手、「ごめん」で伏せをする変わった犬。
五十嵐 幹世（いがらし みきよ）
学習塾の講師。深雪が中学2年の頃から高校3年まで家庭教師をしていた。深雪の又従兄に当たる。
市川 登喜子（いちかわ ときこ）
青柳が雇っている使用人。週2回通ってくる。
千種 君恵（ちぐさ きみえ）
夕海が連れてきたフリーの編集者。夕海に心酔している。
蓮見 涼子（はすみ りょうこ）
蓮見の妻。鳴風荘は元々涼子の父親の所有。

### その他
美島 紗月（みしま さつき）
夕海の7歳年上の姉。美人作家・イラストレーターとして注目されていた。1982年の月蝕の夜に惨殺される。腰まで伸ばしていた長い髪が切り取られ持ち去られていた。
中塚 哲哉（なかつか てつや）
紗月殺害の容疑者として警察に追われていたが、事件から6日後に死亡、自殺と判断された。
長森 勇（ながもり いさむ）
U**警察署の刑事。
楠 等一（くすのき とういち）
長野県警警視。27歳。K**大学法学部卒で、響の知人。

### 深雪の実家
相澤 政治（あいざわ まさはる）
深雪の父親。60歳。町田市の一等地に豪邸を構える。
相澤 冬子（あいざわ ふゆこ）
深雪の母親。
相澤 正義（あいざわ まさよし）
深雪の長兄。有能な外交官として夫人と共に海外に駐在中。
相澤 真実（あいざわ まさざね）
深雪の次兄。34歳。父親の秘書をしている。両親と同居。
相澤 あやめ（あいざわ あやめ）
真実の妻。33歳。都内の大学病院に看護師として勤務していた。
相澤 勝利（あいざわ まさとし）
深雪の三番目の兄。30歳。兄弟の中で唯一の独身。定職に就かずぶらぶらしている。

## テレビドラマ
『"月蝕の館"殺人事件』のタイトルで1996年（平成8年）8月17日に放映された。
響と叶の兄弟は響1人となり、佐野史郎が演じた。この大きな変更について原作者は猛反対し、当初は原作に忠実に制作される予定だったが、後にプロデューサーに説得され、根負けして許してしまったという。

### キャスト
響は元警察官で、現在は焼鳥屋でアルバイトをしているという設定。
- 明日香井響：佐野史郎
- 明日香井深雪：若林しほ
- 蓮見涼子：可愛かずみ
- 美島夕海・紗月：久野真紀子
- 蓮見皓一郎：宇梶剛士
- 後藤慎司：梶原善
- 杉江あずさ：中村綾
- 青柳洋介：横内正
- 五十嵐幹世：近藤敦
- 千種君恵：一色彩子
- 楠：松尾伴内

### スタッフ
- 監督：楠田泰之
- 脚本：布札別匠（田子明弘）
- ロケ協力：湯涌温泉 白雲楼ホテル
- 技術協力：東通
- プロデューサー：田中芳之、野木小四郎、長坂淳子
- 協力プロデューサー：飯塚正彦
- 制作協力：アベクカンパニー
- 製作：テレビ朝日、大映テレビ